# 金斯河
金斯河（英語：Kings River），另譯國王河，是一條位於美国阿肯色州的河流，長約140公里，它同時是懷特河的支流。河流發源於阿肯色州的波士頓山，一路向北直至到達阿肯色州與密蘇里州的邊界，最後流入平台岩湖。河流在阿肯色州內大多被森林及鄉村地區圍繞，因此大部份河段都未受污染。河流內最受歡迎的休閒活動是釣魚及划舟。

## 流向及流域
金斯河發源於歐扎克-聖弗朗西斯國家森林內波士頓山的北面山坡，該處海拔約690米（2,270英尺）。河流大致向北方流動，並在途中流經金斯河瀑布自然保護區（Kings River Falls Natural Area）。接著，河流會穿過74號阿肯色州州道並流經金斯頓，走向大致與21號阿肯色州州道平行著。河流之後會改往西北方向流動，並在馬布爾附近穿過412號美國國道。在進入卡洛爾縣後，河流會以較為曲折的路線改往北方流動，並在貝里維爾附近穿過62號美國國道。之後，河流會流經格蘭德維尤（Grandview）南面的143號阿肯色州州道，並在接近密蘇里州邊界的位置流入平台岩湖。
河流尾段蜿蜒曲折，在密蘇里州的河段及與懷特河的交匯處被平台岩湖淹沒，成為它的一部分。河流的流域面積約為1,530平方公里（591平方英里），支流包括費金斯溪（Felkins Creek）、麥克斯韋溪（Maxwell Creek）、松溪（Pine Creek）及奧塞奇溪（Osage Creek）等。美國地質調查局在流域內的貝里維爾設立連續監測站來記錄河流的水文數據，而該站自1935年到2008年所錄得的年平均流量約為16.2立方米每秒（572立方英尺每秒）。

## 歷史
金斯河流域在早期是美洲原住民部落奧塞奇族的狩獵場。1827年，亨利·金斯（Henry King）、托馬斯·坎寧安（Thomas Cunningham）和約翰·J·庫爾特（John J. Coulter）在夏季和秋季分別組織了前往波士頓山的遠征勘探活動，以及尋找可定居的土地。亨利·金斯是其中一位最早進入河流區域的歐洲人之一，而在他死後則被埋葬在以他的名字命名的河流的岸上。但是，1823年2月4日發行的《阿肯色州公報》（Arkansas Gazette）在內文曾提及金斯河等數條河流，因此當地居民對於河流名稱背後的故事產生疑問。
從1830年代到20世紀初，歐洲定居者在區內進行森林砍伐，導致林地面積大幅減少。此外，當地原住民亦利用火來控制灌木叢的生長。1940年起，當地居民開始飼養家禽，取代傳統的自給農業。1951年，美國陸軍工兵部隊計劃在金斯河上興建水壩，但遲遲未有實行，在奧札克地區較為罕見。

## 河流改造及休閒
2000年代中期，阿肯色州政府把金斯河劃為「非凡資源水體」（Extraordinary Resource Waterbody），限制河流流域的河床改造及發展，並增加針對河流的污染監測及標準。
金斯河瀑布自然保護區在1979年成立，位於波士頓以東的金斯河上游。自然保護區佔地429公頃（1059英畝），設有3.2公里（2英里）的遠足徑，並能通往高1.8米（6英尺）的金斯河瀑布。另外，佔地5,866公頃（14,496英畝）的麥克羅伊·麥迪遜縣立野生動物管理區（McIlroy Madison County Wildlife Management Area）亦包含河流數公里長的河段。2010年，美國自然保育協會建立了佔地約1,846公頃（4,561英畝）的保護區，其中包括11公里（7英里）河段。
河流在滴水泉（Dripping Springs）至74號阿肯色州州道約18公里（11英里）長的河段屬於III級激流，遊客可在此進行泛舟之類的水上活動。而74號阿肯色州州道至86號密蘇里州州道的河段則屬於I級溪流。另外，遊客可在河流內釣獲小口黑鱸等魚類。